# Агрейтер, Дебора
Дебора Агрейтер (итал. Debora Agreiter, род. 25 февраля 1991 года) — итальянская лыжница, участница Олимпийских игр в Сочи. Специализируется в дистанционных гонках. 
В Кубке мира Агрейтер дебютировала 12 марта 2011 года, в январе 2013 года единственный раз попала в десятку лучших на этапе Кубка мира, в эстафете. Кроме этого на сегодняшний момент имеет 13 попаданий в тридцатку лучших на этапах Кубка мира, 2 в командных соревнованиях и 11 в личных гонках. Лучшим достижением Агрейтер в общем итоговом зачёте Кубка мира является 46-е место в сезоне 2012-13. 
На Олимпийских играх 2014 года в Сочи заняла 30-е место в скиатлоне и 16-е место в масс-старте на 30 км.
За свою карьеру принимала участие в одном чемпионате мира, на чемпионате мира 2013 года её лучшим результатом в личных гонках стало 16-е место в гонке на 10 км свободным стилем.
Использует лыжи и ботинки производства фирмы Fischer. 